# Jarzé Villages
Jarzé Villages est, depuis le 1er janvier 2016, une commune nouvelle française, située dans le département de Maine-et-Loire, en région Pays de la Loire.

## Géographie
Commune du Baugeois, Jarzé Villages se situe à la limite de l'agglomération angevine.
| Marcé                             | Durtal         | Baugé-en-Anjou |
| Corzé                             | Jarzé Villages | Baugé-en-Anjou |
| Loire-Authion, Cornillé-les-Caves | Mazé-Milon     | Sermaise       |

### Climat
Pour des articles plus généraux, voir Climat des Pays de la Loire et Climat de Maine-et-Loire.
En 2010, le climat de la commune est de type climat océanique altéré, selon une étude du CNRS s'appuyant sur une série de données couvrant la période 1971-2000. En 2020, Météo-France publie une typologie des climats de la France métropolitaine dans laquelle la commune est exposée à un climat océanique et est dans la région climatique Moyenne vallée de la Loire, caractérisée par une bonne insolation (1 850 h/an) et un été peu pluvieux.
Pour la période 1971-2000, la température annuelle moyenne est de 11,5 °C, avec une amplitude thermique annuelle de 14,3 °C. Le cumul annuel moyen de précipitations est de 649 mm, avec 11,4 jours de précipitations en janvier et 6,1 jours en juillet. Pour la période 1991-2020, la température moyenne annuelle observée sur la station météorologique de Météo-France la plus proche, sur la commune de Marcé à 7 km à vol d'oiseau, est de 12,3 °C et le cumul annuel moyen de précipitations est de 701,1 mm,. Pour l'avenir, les paramètres climatiques de la commune estimés pour 2050 selon différents scénarios d'émission de gaz à effet de serre sont consultables sur un site dédié publié par Météo-France en novembre 2022.

## Urbanisme

### Typologie
Au 1er janvier 2024, Jarzé Villages est catégorisée bourg rural, selon la nouvelle grille communale de densité à sept niveaux définie par l'Insee en 2022.
Elle est située hors unité urbaine. Par ailleurs la commune fait partie de l'aire d'attraction d'Angers, dont elle est une commune de la couronne,. Cette aire, qui regroupe 81 communes, est catégorisée dans les aires de 200 000 à moins de 700 000 habitants,.

## Histoire
Créée par un arrêté préfectoral du 18 décembre 2015, elle est issue du regroupement des quatre communes de Beauvau, Chaumont-d'Anjou, Jarzé et Lué-en-Baugeois qui deviennent des communes déléguées. Son chef-lieu est fixé au chef-lieu de l'ancienne commune de Jarzé.

## Politique et administration

### Administration municipale
Entre sa création en 2016 et les élections municipales de 2020, le conseil municipal de la nouvelle commune était constitué de l'ensemble des conseillers municipaux des anciennes communes.
| Période        | Période                   | Identité                                           | Étiquette | Qualité                              |
| -------------- | ------------------------- | -------------------------------------------------- | --------- | ------------------------------------ |
| 8 janvier 2016 | En cours (au 9 août 2020) | Élisabeth Marquet Réélue pour le mandat 2020-2026, | DVD       | Agricultrice Ancienne maire de Jarzé |

### Communes déléguées
| Nom              | Code Insee | Intercommunalité | Superficie (km2) | Population (dernière pop. légale) | Densité (hab./km2) |
| ---------------- | ---------- | ---------------- | ---------------- | --------------------------------- | ------------------ |
| Jarzé (siège)    | 49163      | CC du Loir       | 33,12            | 1 839 (2013)                      | 56                 |
| Beauvau          | 49025      | CC du Loir       | 7,98             | 266 (2013)                        | 33                 |
| Chaumont-d'Anjou | 49084      | CC du Loir       | 11,98            | 282 (2013)                        | 24                 |
| Lué-en-Baugeois  | 49185      | CC du Loir       | 7,42             | 335 (2013)                        | 45                 |

## Population et société

### Démographie

#### Évolution démographique
L'évolution du nombre d'habitants est connue à travers les recensements de la population effectués dans la commune depuis sa création.

En 2022, la commune comptait 2 792 habitants, en évolution de +1,68 % par rapport à 2016 (Maine-et-Loire : +2,12 %, France hors Mayotte : +2,11 %).
| 2014  | 2015  | 2016  | 2017  | 2022  |
| ----- | ----- | ----- | ----- | ----- |
| 2 756 | 2 750 | 2 746 | 2 742 | 2 792 |

#### Pyramide des âges
La population de la commune est relativement jeune.
En 2018, le taux de personnes d'un âge inférieur à 30 ans s'élève à 36,4 %, soit en dessous de la moyenne départementale (37,2 %). À l'inverse, le taux de personnes d'âge supérieur à 60 ans est de 23,4 % la même année, alors qu'il est de 25,6 % au niveau départemental.
En 2018, la commune comptait 1 370 hommes pour 1 376 femmes, soit un taux de 50,11 % de femmes, légèrement inférieur au taux départemental (51,37 %).
Les pyramides des âges de la commune et du département s'établissent comme suit.
| Hommes | Classe d’âge | Femmes |
| ------ | ------------ | ------ |
| 0,9    | 90 ou +      | 4,0    |
| 4,9    | 75-89 ans    | 6,9    |
| 15,2   | 60-74 ans    | 14,7   |
| 20,7   | 45-59 ans    | 17,7   |
| 21,8   | 30-44 ans    | 20,1   |
| 13,2   | 15-29 ans    | 15,9   |
| 23,3   | 0-14 ans     | 20,6   |

| Hommes | Classe d’âge | Femmes |
| ------ | ------------ | ------ |
| 0,9    | 90 ou +      | 2,1    |
| 7      | 75-89 ans    | 9,5    |
| 16,2   | 60-74 ans    | 16,9   |
| 19,4   | 45-59 ans    | 18,7   |
| 18,2   | 30-44 ans    | 17,5   |
| 18,8   | 15-29 ans    | 17,6   |
| 19,5   | 0-14 ans     | 17,6   |

### Sports
Sports pratiqués sur la commune : club de tennis de table le TTJV, club de Football F.C. Jarzé Les Phénix, le Handball Jarzé Villages, l'ESJ pétanques, etc.

## Culture locale et patrimoine

### Lieux et monuments
- Église Saint-Martin de Beauvau.
- Église Sainte-Marie de Lué-en-Baugeois.
- Abbaye de Chaloché.